# Contribución
Una contribución es un tributo que debe pagar el contribuyente o beneficiario de una utilidad económica, cuya justificación es la obtención por el sujeto pasivo (ciudadano receptor) de un beneficio o de un aumento de valor de sus bienes, como consecuencia de la realización de obras públicas o del establecimiento o ampliación de servicios públicos. Se paga por alguna mejora realizada, aunque no necesariamente debe existir proporcionalidad entre lo pagado y las ventajas recibidas.
Las contribuciones pueden establecerse en el ámbito estatal, regional o local, pero es en este último donde alcanzan su mejor expresión y significado, porque es más fácil señalar una cuota global para poder repartir entre la población de un determinado sector municipal que en áreas superiores, ya que es en las obras y servicios municipales donde se afecta más de cerca a los ciudadanos y donde se revela el beneficio o interés más especial, con el objeto de convertirlo en punto de referencia para la tributación y el pago de las cuotas de las cargas del Estado.

## Contribución territorial
Suelen tener la consideración de impuestos directos, especialmente la contribución territorial, impuesto territorial o impuesto sobre bienes inmuebles de naturaleza rústica o urbana.
Este impuesto lo determina el Estado a través de una ley, y corresponde a un porcentaje del avalúo fiscal de la propiedad o bien raíz.

## Contribución social
También reciben el nombre de contribuciones las contribuciones sociales o contribuciones de mejoras, que suelen denominarse también cotizaciones sociales (el porcentaje de los salarios que se hace pagar a empresarios y trabajadores para la financiación de la Seguridad Social, el seguro de desempleo, de jubilación, de accidentes de trabajo, seguro de invalidez, seguro de enfermedad o cualquier otro tipo de contingencia).